# 조코촌
조코촌(常光村)은 사이타마현 기타아다치군에 있던 촌이다. 현재의 고노스시의 동남부에 해당한다. 1954년에 고노스정에 편입된 당일  시로 승격해 고노스시가 되어 소멸하였다.

## 역사
- 1889년 4월 1일 - 정촌제 시행에 수반해 기타아다치군 조코촌이 성립하였다.
- 1954년 9월 30일 - 고노스정에 편입해, 당일 시로 승격해 고노스시가 되어, 동일 조코촌은 폐지되었다.

## 관련문헌
- 「上常光村 下常光村」『新編武蔵風土記稿』 巻ノ150足立郡ノ15、内務省地理局、1884年6月。NDLJP:763999/93。